# Mercurialis reverchonii
Mercurialis reverchonii es una especie de planta perteneciente a la familia Euphorbiaceae.

## Descripción
Es una planta perenne, dioica, multicaule, de base leñosa, con indumento disperso. Tallos de 30-40 cm de altura, erectos o ascendentes, herbáceos, ramificados, uniformemente foliosos, enraizantes en la base, verdosos; entrenudos en general más cortos que las hojas. Las hojas de 30-60 x (7)20-30 mm, delgadas, ligeramente hirsutas, ciliadas, anchamente ovado-lanceoladas, agudas, truncadas o cordadas, profundamente inciso-serradas, con dientes agudos, ciliados, arqueado-ascendentes,próximos entre sí; pecíolo de 5-20 mm, delgado, ciliado; estípulas linear-lanceoladas, pelosas. Flores masculinas en 4-5 glomérulos paucifloros, sentados, reunidos en una inflorescencia espiciforme axilar, interrumpida, marcadamente más larga que las hojas correspondientes, con pedúnculo hirsuto dehasta 17 cm; flores femeninas axilares, solitarias o en grupos hasta de 5, largamente pedunculadas. Sépalos 1,5-2 mm, ovados, subagudos, ciliados. Fruto 3-5x 4-5 mm, híspido, densamente cubierto de pelos de superficie escábrida; pedúnculo de hasta 30 mm en la madurez. Semillas 2,5-3 x 1,6-1,9 mm, ovoideas,reticulado-venosas, pardas. Tiene un número de cromosomas de 2n = 32.

## Distribución y hábitat
Se encuentra en lugares ruderalizados, sobre areniscas; a una altitud de 150-600 metros. Es un  endemismo ibero-magrebí. En la península ibérica (zonas bajas de Algeciras) y Norte de África (Marruecos).

## Taxonomía
Mercurialis elliptica fue descrita por Georges C.Chr. Rouy y publicado en Le Naturaliste. Journal des échanges et des nouvelles 1887: 199. 1887.
Etimología
Mercurialis: nombre genérico que hace referencia a Mercurio, dios del comercio en la mitología romana, a quien se atribuye el descubrimiento de las propiedades medicinales de esta planta.
reverchonii: epíteto
Citología
Número de cromosomas de Mercurialis reverchonii (Fam. Euphorbiaceae) y táxones infraespecíficos: n=16
Sinonimia
- Mercurialis annua var. serratifolia Ball
- Mercurialis reverchonii var. serratifolia (Ball) Maire
- Mercurialis serratifolia (Ball) Pau[4][5]